# Mastacăn (gmina Borlești)
Mastacăn – wieś w Rumunii, w okręgu Neamț, w gminie Borlești. W 2011 roku liczyła 1325 mieszkańców.